# Шахед-136
Шахе́д-136 (перс. شاهد ۱۳۶ /ʃɒːˈhed/, англ. Shahed, пер. «свідок» або Герань-2 у російській армії) — іранський дрон-камікадзе розробки Shahed Aviation.

## Історія
Вперше був представлений у 2020 році.
Ймовірно, конструкція даного безпілотного літального апарата (БпЛА) заснована на ізраїльському протирадіолокаційному IAI Harpy.
У 2021 році в Ірані вперше було показано пускову установку на вантажівці для залпового пуску іранських баражуючих боєприпасів «Shahed-136». Контейнери з такими дронами можна легко поставити не тільки на вантажівки, а й на вагони залізничних потягів, різні кораблі та інші пересувні засоби.

## Опис
Імовірно, ефективна дальність польоту «Shahed-136» становить від 1000 км з можливістю доставляти бойову частину вагою до 45 кг. Заявлено, що максимальна дальність польоту — 2500 км. Тривалість польоту (без посадки) може складати — до 24 год.
Летить «Shahed-136» на висоті від 60 до 4000 м з крейсерською швидкістю 180 км/год. БпЛА має гучний двигун MD 550 (який є копією німецького Limbach L550E) що розвиває потужність 37 кВт (50 к.с.) або 3W, тому політ ударного дрона можна почути за кілометри. Знищити безпілотник можна будь-яким засобом протиповітряної оборони, а виявити — за допомогою радара.
«Shahed-136» має дельтаподібне трикутне крило, загальну масу 200 кг, загальну довжину 3,5 м та розмах крил 2,5 м. Маса уламково-фугасної бойової частини — 40-50 кг.
«Shahed-136» має інерційну та супутникову навігацію, завдяки яким може летіти автономно та невразливий до радіоелектронного придушення. Однак, супутникова навігація виявилась вразливою до GPS-спуфінгу, який непомітно підміняє супутникові сигнали та відводить безпілотник від цілей. За таким принципом діє українська система РЕБ «Покрова».
Недоліком є повністю автономний політ, після запуску безпілотник не передає жодної інформації операторам. Було зафіксовано кустарне дообладнання російських дронів модемами мобільного зв'язку, за якими оператори могли б отримувати інформацію про збиття та змінювати маршрути наступних безпілотників. Також відомо про саморобне обладнання відеокамерами, які разом з модемами мобільного зв'язку потенційно можуть надавати інформацію про місця пуску українських зенітних ракет або дозволяти керування дроном попри радіоелектронні перешкоди.
На думку спеціалістів RUSI, відсутність основоположних рис бойових БпЛА, як оптичні сенсори та вільне маневрування, наближає апарат до крилатих ракет, які так само летять автономно до заздалегідь заданої цілі. Таким чином, на їхню думку, «Shahed-136» є не дроном-камікадзе, а гвинтовою крилатою ракетою.

### Модифікація Герань-2
Російська версія була локалізована на підприємствах заводів «Алабуга», вона зазнала конструкційних змін. Як приймач ГНСС у БпЛА «Герань-2» застосовується адаптивна антенна решітка (ААР) «Комета Р8». ААР «Комета Р8» має вісім антенних елементів (АЕ) компанії TAOGLASS з розмірами 18x18x4 мм, що здатні приймати супутникові сигнали від глобальних супутникових навігаційних систем (ГНСС) GPS L1/GLONASS L1. АЕ Для повноцінного приймання сигналів ГНСС в ААР слід використовувати антенну решітку з круговим розміщенням антенних елементів.
Під час роботи 7-8 засобів РЕБ протиповітряної оборони, розміщених рівномірно за азимутом 50-60 градусів, ААР «Комета Р8» не забезпечує приймання навігаційних сигналів ГНСС, а відтак система наведення БпЛА не дає змоги виконати бойове завдання з ураження цілі.
Російські двигуни стали більш спрощені і на них вже не встановлюють стартер та маховик.
16 листопада 2024 року стало відомо що на Герань-2 почали встановлювати оновленою системою супутникової навігації (модуль GNSS). Старий модуль типу SPGM 220 який підтримує діапазони частот GPS L1, L2 був замінений на новий RTK GNSS типу Beitian BT-982K1 з підтримкою частот L1, L2 та L5. Новий модуль GNSS також підтримує технологію Real Time Kinematic (RTK).

Ортографічна проєкція Shahed-136/Герань-2

В березні 2025 року ЗС РФ почали встановили на «Герань» 16-елементну CRPA-антену китайського виробництва для підвищення стійкості до української РЕБ. Нова антена фільтрує перешкоди і забезпечує стабільне приймання GPS-сигналів, даючи змогу дронам зберігати маршрут і досягати мети.
20 травня 2025 року було зафіксовано, що нові версії Shahed-136 почали запускатися зі збільшеною новою 90-кг бойовою частиною російського виробництва, яка має комбіновану кумулятивну, осколкову, фугасну та запалювальну дію. Вибухова речовина залишилась без змін — тротил та флегматизований гексоген.

### Модифікація Гарпія-А1
Гарпія-А1 це є ще одним російським варіантом розвитку Shahed-136 яку локалізовали на підприємствах в Іжевську. Гарпія-А1 має дальність польоту в 1500 км і можливість встановлення до 90 кг бойової частини (або до 150 кг), швидкість до 185 км/год. Може бути оснащений тепловізором з ШІ-наведенням і можливістю нести касети ПТМ-3 для мінування.

### Бойові частини
| Маркування               | Тип | Примітка |
| ------------------------ | --- | -------- |
| серії М та ранні серії Ы | Іранська осколково-фугасна БЧ на 50 кг                                                                                      |          |
| серії К та КБ            | БСТ-52 Російська термобарична БЧ 52 кн                                                                                      |          |
| серії К та КБ            | БСФ-50 (МСНИ 37.364) Російська фугасна БЧ 50 кг                                                                             |          |
| серії Ы                  | ОФЗБЧ-50 Російська осколково-фугасна запальна БЧ 50 кг                                                                      |          |
| серії Ы                  | ТББЧ-50 (М) Російська термобарична БЧ 50 кг                                                                                 |          |
|                          | КОФЗБЧ кумулятивно-осколово-фугасна-запалювальна. Вибухова речовина - ТГФ-35П2 - тротил та флегматизований гексоген. 90 кг. |          |

## Бойове застосування

### Громадянська війна в Ємені (2019)
За даними Newsweek повідомляється, що безпілотник використовували хусити в громадянській війні в Ємені протягом 2020 року. Були повідомлення про його використання в атаці на саудівський нафтопереробний завод у 2019 р., однак газета The Washington Post повідомила, що в цій атаці були використані інші типи безпілотників.

### Російсько-українська війна

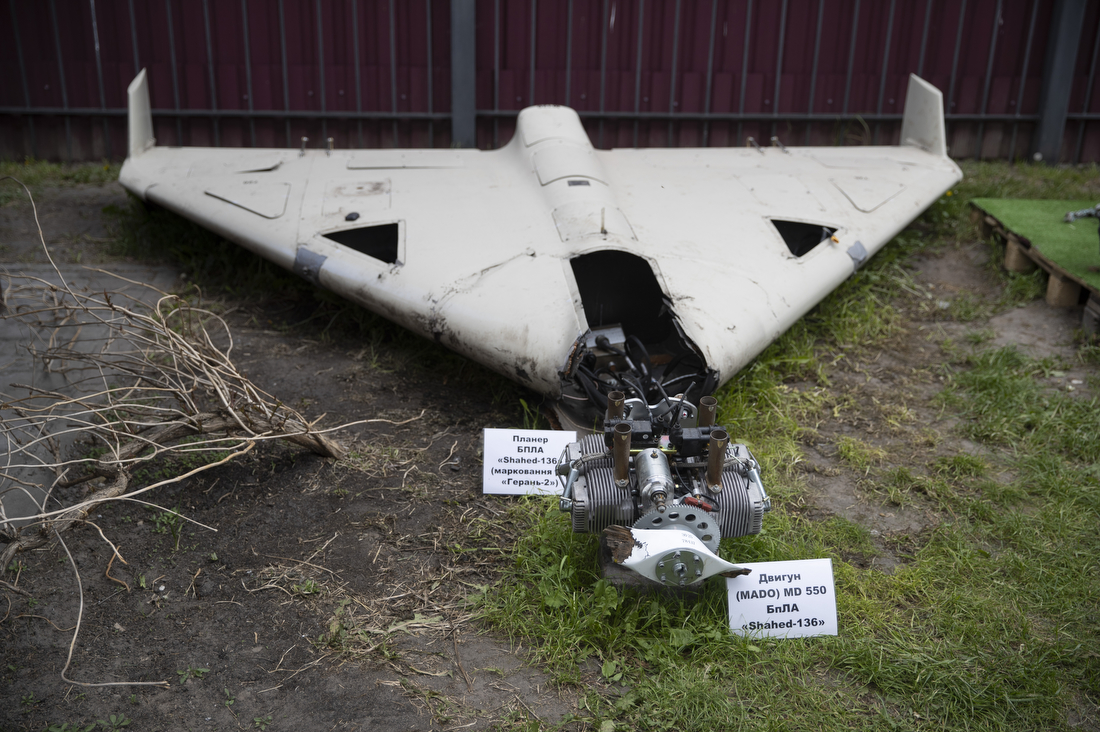
Рештки Shahed 136 в Київському науково-дослідному інституті судових експертиз

В середині липня 2022 року російська делегація відвідала Іран, де на авіабазі Кашан їм представили іранські БпЛА, зокрема Shahed 129, Shahed 191 та інші.
25 серпня 2022 року західна розвідка (стаття в Ассошіейтед Прес) повідомила, що Росія отримала від Ірану сотні безпілотників.
31 серпня 2022 року прессекретар Білого дому Карін Жан-П'єр підтвердила: «Росія отримала від Ірану БпЛА серії Mohajer-6 та Shahed». За уточненими даними розвідки, безпілотники «Мохаджер-6», «Shahed-129» та «Shahed-191» були відправлені 19 серпня російськими транспортними літаками.
На початку вересня 2022 року низка американських ЗМІ з посиланням на американську розвідку повідомили про надходження першої партії БпЛА з Ірану до Росії. Зокрема, були названі БпЛА типу Mohajer-6 та літальні апарати сімейства Shahed.
12 вересня 2022 року в повітряному просторі України поблизу м. Куп'янська на Харківщині було вперше збито «Shahed-136». У російській армії для апарата використовують назву «Герань-2». «З великою ймовірністю можна стверджувати, що Збройні Сили України вперше знищили іранський ударний безпілотний літальний апарат поблизу м. Куп'янська. Аналіз зовнішнього вигляду елементів крила безпілотника дає змогу певно стверджувати, що ЗСУ вперше знищили іранський БпЛА. Йдеться про далекобійний БпЛА-камікадзе „Shahed-136“», — було зазначено в повідомленні.
23 вересня 2022 року було зафіксоване застосування «меншого» дрона-камікадзе Шахед-131. Того ж дня, 23 вересня, Міністерство закордонних справ України повідомило тимчасовому повіреному в справах Ірану в Україні про рішення позбавити посла Ірану в Україні акредитації та суттєво скоротити кількість дипломатичного персоналу посольства через факти використання військами РФ зброї іранського виробництва.
27 вересня 2022 року «Бабель» з посиланням на ГУР МО повідомив, що росіяни цілеспрямовано запускали по Умані БпЛА «Shahed-136», щоб атакувати євреїв-хасидів, які відзначали там свято Рош га-Шана.
17 жовтня 2022 року російська армія запустила на Київ 28 дронів Shahed 136. 5 дронів спричинили пошкодження в різних місцях, зокрема зруйнували будинок, а решта були збиті. Загинули 5 людей.
19 жовтня 2022 року Міністерство оборони України повідомило, що за період з 13 вересня до 19 жовтня 2022 року було знищено 223 дрони типу «Shahed-136». Всього, за словами речника Повітряних сил ЗСУ, українським військовим вдається збивати близько 85 % випущених Росією по Україні БпЛА-камікадзе.
На думку українського уряду, постачання БпЛА Mohajer і Shahed з Ірану до РФ порушує Резолюцію Ради Безпеки ООН 2231. Дрони Mohajer виробляє Qods Aviation, на яку поширюється положення Резолюції № 2231 про замороження активів. Тому 19 жовтня 2022 року Україна запросила експертів ООН для перевірки походження дронів-камікадзе.
У жовтні 2022 року Ізраїль передав Україні розвідувальні дані, необхідні, щоб збивати «Shahed-136».
З другої половини листопада 2022 року застосування цих дронів зійшло нанівець. На думку речника Повітряних Сил Збройних Сил України це пов'язано або з тим, що поставлена партія вичерпана, а нового постачання з Ірану не було, або ж з погіршенням погоди. Зрештою, після перерви тривалістю майже три тижні Росія поновила удари із застосуванням дронів типу Shahed-131/Shahed-136: в ніч з 6 на 7 грудня був здійснений наліт 14 дронами потім такі атаки продовжилися 10, 14, 19, 29, 30 грудня і продовжуються в новому році, зокрема у новорічну ніч. Також відомо про закупівлю ще 1700 одиниць, за угодою, укладеною ще влітку 2022 року.
У ніч на 26 січня 2023 року росіяни запустили 24 шахеди зі східного узбережжя Азовського моря, ЗСУ знищили всі з них.
Станом на 6 лютого 2023 року російські загарбники використали проти України приблизно 600 БпЛА типу «Shahed», — про це повідомив заступник начальника Головного управління розвідки Міністерства оборони України Вадим Скібіцький. За його словами, контракт, укладений РФ з Іраном, передбачає поставку 1750 безпілотників.
Найбільше БпЛА типу «Shahed» російські агресори запустили в повітряний простір України у жовтні 2022 року — 238 од., за 19 днів травня 2023 року — 154, у січні 2023 року — 108 од. Максимальна кількість збитих «шахедів» за день склала — 45 од. Загалом, станом на 20 травня 2023 року, всього було збито 885 од. БпЛА типу Shahed.
Станом на 5 липня 2023 року, згідно з повідомленням речника Командування Повітряних сил ЗС України в ефірі телеканалу FREEДОМ, починаючи з вересня 2022 року тільки силами української ППО було знищено понад 1200 іранських дронів-камікадзе Shahed («Шахед»), які були запущені російськими окупантами.
В липні 2023 року Росія локалізувала виробництво Shahed-136 у Татарстані за Волгою, промислово-економічна зона «Алабуга».

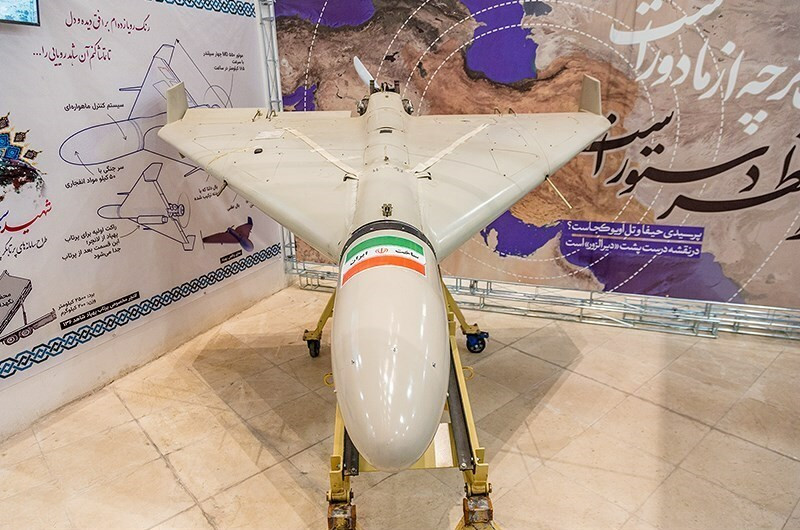
Shahed-136 на виставці досягнень Корпусу вартових ісламської революції аерокосмічних сил у саду Музею ісламської революції та священної оборони в Кумі. Березень 2023

Станом на 3 серпня 2023 року, згідно з повідомленням Президента України Володимира Зеленського, росіяни запустили проти України щонайменше 1961 «Шахедів», їхню значну частину вдалося збити.
В кінці серпня 2023 року Conflict Armament Research (CAR) повідомила, що РФ опанувала виробництво Shahed та почала використовувати в них власну компонентну базу. Експерти ідентифікували близько 100 компонентів у більш ніж 30 модулях у збитих дронах. Їхніми виробниками виявилися 22 компанії із 7 країн, зокрема з РФ. Було виявлено, що на «Герань-2» є частиною супутникового навігаційного модуля «Комета» російського виробництва, який інтегрований в основний супутниковий навігаційний блок, позначений як «В-105».
За словами речника ПС ЗСУ Юрія Ігната, з вересня 2022 до кінця 2023 року російські війська випустили по території України близько 3700 дронів типу Шахед-131 та Shahed 136.
14 лютого 2025 року дрон-камікадзевлучив у дах Нового безпечного конфайнменту над четвертим енергоблоком Чорнобильської АЕС, що призвело до виникнення осередків пожеж в декількох місцях. Моніторингова місія МАГАТЕ не зафіксувала змін радіаційного фону через атаку.
20 березня 2025 року дрон виявлено на території Казахстану. Там жителі селища Атамекен виявили виріб у полі, про що повідомили в правоохоронні органи. Бортовий номер — Ы18358. Однак є напис С2ВКМ, який раніше не зустрічався (як і інші маркування, окрім назви «Герань-2» і бортового номера або послань одержувачам, зробленим від руки). Що вона означає поки що невідомо, як і те, чому БпЛА опинився за кордоном. Можливо, він збився з курсу під час випробувань.

### Ірано-ізраїльський проксі-конфлікт
13 квітня 2024 року Іран запустив сотні безпілотників та ракет у бік Ізраїлю. Більшість ракет і дронів було перехоплено

## Оператори

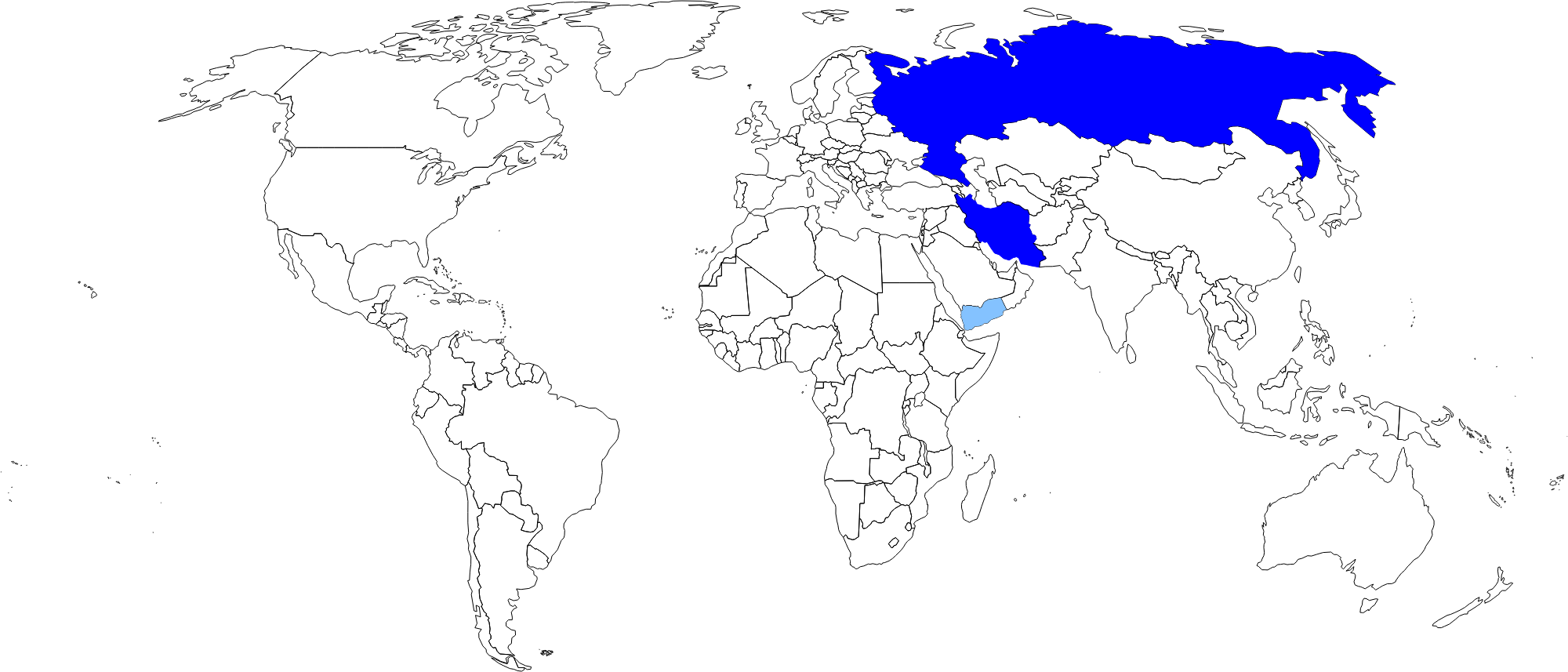
Темноблакитний: країни-оператори Shahed-136. Світлоблакитний: недержавні угрупування (Хусити)

- Іран
- Російська Федерація — невідома кількість апаратів була поставлена Росії, починаючи з серпня 2022 року[63]. За даними української розвідки, було замовлено приблизно 4100 боєприпасів цього типу[64][48].